# Stupino
Stupino (tiếng Nga: Ступино) là một thành phố Nga. Thành phố này thuộc chủ thể Moskva Oblast. Thành phố có dân số 63.124 người (theo điều tra dân số năm 2002). Đây là thành phố lớn thứ 255 của Nga theo dân số năm 2002.